# Gerholz (Weitnau)
Gerholz (mundartlich: Gerholts) ist ein Gemeindeteil der Marktgemeinde Weitnau im bayerisch-schwäbischen Landkreis Oberallgäu.

## Geographie
Der Weiler liegt circa 1,5 Kilometer östlich des Hauptorts Weitnau.

## Ortsname
Der Ortsname stammt vom Personennamen Gērholt/Gerhold und bedeutet Ansiedlung des Gērholt/Gerhold.

## Geschichte
Gerholz wurde erstmals urkundlich im Jahr 1492 als zem Gerholtz in Witnower pfarr erwähnt.